# Артемьев, Александр Иванович
Алекса́ндр Ива́нович Арте́мьев (1820—1874) — российский статистик, археолог, этнограф и географ; действительный статский советник, старший редактор центрального статистического комитета, член статистического совета при Министерстве внутренних дел Российской империи.

## Биография
Александр Иванович Артемьев родился 24 октября 1820 года, в городе Хвалынске, Саратовской губернии в семье винного пристава. Первоначальное образование он получил в местном уездном училище затем перешёл в Саратовскую гимназию, где окончил курс в 1837 году.

### Казань
После успешного окончания гимназии А. И. Артемьев поступил в Казанский университет на восточное отделение историко-филологического факультета, по разряду китайской словесности. По тогдашнему распределению предметов преподавания, ему приходилось слушать почти полный курс отделения словесного; таким образом, Артемьев, изучая китайский язык под руководством архимандрита Даниила, слушал вместе с тем всеобщую и русскую историю у профессора Н. А. Иванова, под руководством которого он пристрастился к изучению русской истории и древностей. Окончив университетский курс со степенью кандидата и с золотой медалью за сочинение, написанное им на тему: «Критически определить достоинство трудов, подъятых касательно отечественной истории, с появлением творения Карамзина по настоящее время», Артемьев был оставлен при университете в должности помощника библиотекаря (с 10 января 1842).
С первыми месяцами службы Артемьева при университетской библиотеке совпало печальное событие — пожар 24 августа 1842 года, разрушивший большую часть Казани и захвативший библиотеку. Описанию этого события Артемьев посвятил статью, помещённую в «Прибавлении» (неофициальная часть) «Казанских Губернских Ведомостей» (1850 г., «Прогулки по Казани. VI. Университетская Библиотека», стр. 140—142).
15 февраля 1846 года, успешно сдав экзамен на степень магистра исторических наук, он публично защитил диссертацию, написанную на тему: «Имели ли варяги влияние на славян, и если имели, то в чём оно состояло?» (Казань, 1845 г.). Решив вопрос отрицательно и доказав, что славяне стояли выше варягов (если считать их норманнами), диссертант обсуждал, не имеющую связи с вопросом о варягах, причину неуяснения смутного времени и коллегиальное устройство администрации допетровской Руси.
Занимаясь по службе библиографией, он написал «Историю библиотеки Казанского университета», издал в 1851 г., в Казани, каталог русских и иностранных книг той части библиотеки, которая носит название студентской (в 1850 г. в ней было 2220 названий, 6394 экземпляра в 9839 волюмах, на сумму 20619 руб. 90 коп.), и, наконец, составил весьма замечательное подробное палео-библиографическое «Описание рукописей библиотеки Казанского университета». При жизни Артемьева издан был только один отдел — рукописи исторические, описание которых, в числе 70-ти, появилось в «ЖМНП» (1852—1857 гг., чч. LXXV, LХХХIII, ХС и ХСІV), и ещё несколько отрывков, рассеянных в других журналах. В описании своем Артемьев, по возможности, не только определял век рукописи и место её написания, но делал иногда извлечения и излагал, смотря по надобности, и содержание рукописи. Сверх того, присовокупил алфавитный указатель всех предметов, упоминаемых в рукописях или в описании их.
Одновременно с описанием библиотеки, А. И. Артемьев занялся пересмотром архива местных гимназий, выбирая все то, что могло пригодиться для изложения истории этих учреждений в прошлом веке. Из этих выборок им была составлена монография: «Казанские гимназии в XVIII веке», печатавшаяся с мая 1874 года в «ЖМНП». Последняя часть была опубликована уже после его смерти в ноябрьском номере журнала, где был помещён и его некролог.
Назначенный, в 1844 году, редактором неофициальных прибавлений к «Казанским губернским ведомостям», Артемьев А. И. поместил здесь много статей и заметок по истории, этнографии и статистике Казанского края; в их числе: «Моровое поветрие в Казани в 1654—1656 годах» и «Прогулки по Казани», представляющих занимательное и богатое сведениями описание и историю казанских достопримечательностей, преимущественно разных коллекций и учёных учреждений при университете.
Статьи Артемьева, оживившие местную газету, были замечены и столичными журналистами, которые стали перепечатывать их в своих изданиях. Наконец, и сам он начал посылать свои статьи, также по местной истории, для публикации в Санкт-Петербурге и Москве: в «Северном Обозрении» (за 1848 г., № 1) появилась довольно большая рецензия его о сочинении H. Баженова — «Казанская история»; в ЖМВД статья: «Древний болгарский город Жукотин». В последней статье, служащей ценным вкладом в область русской исторической географии, точно определено местоположение этого города в Чистопольском уезде, где на его месте и поныне существует село того же имени. В то же время Артемьев стал сообщать в «Москвитянине» корреспонденции об учёных новостях Казани.
В ХІ книге «Временника Общества истории и древностей российских при Московском университете» (1851) напечатана статья А. Артемьева: «Каталоги библиотеки Московской синодальной типографии», составленная на основании копий с них, принадлежащих Казанской университетской библиотеке, а в «Записках Санкт-Петербургского археологического общества» (1851 г., т. III) появился его труд: «Медальные комитеты, учреждённые Императрицею Екатериною II», с важными сведениями о медалях, выбитых по повелению Екатерины II на разные события из царствования Петра Великого. И эта статья составлена на основании документов, также хранящихся в Казанской библиотеке.
В «Перечне заседаний археологического общества», за 1850 год (издано в 1851 году), помещены: «Минц-кабинет Императорского Казанского университета» и «Разгадка старинной анаграммы, помещённой в послесловии к житию святого Александра Невского».
Ещё до публикации этих статей, Артемьев А. И. был избран действительным членом Русского географического общества (8 февраля 1850) и членом-корреспондентом Московского археологического общества (14 февраля 1850).
На основании собственных наблюдений и исследований и других материалов, он начал составлять общее описание Казанской губернии в историческом, географическом и статистическом отношениях; и послал первую часть труда в географическое общество, но здесь она осталась не напечатанной и была отправлена в архив РГО.
В апреле 1850 года Александр Артемьев получил приглашение из Санкт-Петербурга на службу в Министерство внутренних дел Российской империи. Год спустя по получении этого приглашения, 9 апреля 1852 года, он был причислен к МВД и покинул Татарстан. Последний номер «Прибавлений», за подписью Артемьева, вышел 3 марта 1852 года (№ 10).

### Санкт-Петербург
По приезде в столицу, Артемьев был назначен в состав одной из статистических экспедиций, снаряжённой Министерством Внутренних Дел в Ярославскую губернию, под начальством И. М. Синицына, в качестве члена-редактора. Здесь Артемьев, занимаясь исследованием о народонаселении губернии, встретился, с обширным распространением старообрядчества, наблюдал влияние раскольничьих понятий беспоповщины на разные стороны народного быта и изучал особенности различных сект. Результатом этой поездки явилась статья Артемьева: «О числе паспортов, выдаваемых в Ярославской губернии». Множество сведений, собранных этою экспедициею и другою, снаряжённою в Нижегородскую губернию, не могла быть издана полностью, но главнейшие выводы её напечатаны в особой книге: «О составе и движении населения по губерниям Нижегородской и Ярославской» (СПб., 1861 г., изд. МВД). Издание это сделалось теперь библиографическою редкостью, ибо большая часть экземпляров его погибла во время пожара толкучего рынка и смежного с ним здания Министерства Внутренних Дел, 28 мая 1862 года.
После объезда Ярославской губернии, Артемьев был командирован в Саратовскую экспедицию (гр. Ю. И. Штенбока), по возвращении откуда был назначен, 28 июня 1853 года, старшим производителем (впоследствии редактором) статистических работ в статистический комитет Министерства Внутренних Дел, получивший позже название «центрального статистического комитета».
До своего назначения, в 1871 году членом статистического совета, Александр Иванович Артемьев оставался в этой должности и был постоянным участником всех учёных работ комитета. При его непосредственном участии выработан план издания «Списков населённых мест Российской Империи», выходивших последовательно с 1861 года. Также под его редакцией и с его обширными введениями, составлены описания девяти российских губерний: Астраханской, Бессарабской, Казанской, Курской, Самарской, Саратовской, Симбирской, Тамбовской и Ярославской, среди которых наиболее подробно освещены посещённые автором и исследованные губернии (Казанская и Ярославская).
В издании хозяйственного департамента Министерства внутренних дел России «Городские поселения Российской Империи» (1860—1868 гг., 7 томов), перу Артемьева принадлежит исторический очерк 26 губерний империи, перечень которых находится в предисловии к первому тому. В обеих этих работах, благодаря всегдашнему приему Артемьева — соединения истории с топографией и статистикой, — каждая губерния, каждый город представляет как бы руководящую статью по части истории, топографии и статистики местности.
А. И. Артемьевым были обработаны некоторые важные отделы в других изданиях комитета, вышедших под заглавиями: «Статистические таблицы» (1856), «Статистический временник» (VIII выпуск второй серии этого издания заключает в себе свод сведений о движении населения по Империи за 1867 г., с обширным предисловием об устройстве у нас статистической регистрации по этому предмету) и «Санкт-Петербург по переписи 1869 года». В первом выпуске этого издания Артемьеву принадлежит предисловие, излагающее ход всей операции переписи, и обработка отдела о вероисповедании, родном языке и грамотности жителей столицы. Сверх того, он принимал участие в подготовительных работах к съезду секретарей губернских статистических комитетов в 1870 году и, ещё ранее того, по устройству поземельной регистрации (так и не осуществленному).
Кроме занятий по статистическому комитету, Артемьев, под руководством Николая Алексеевича Милютина, с первых же дней действия редакционных комиссий по крестьянскому делу, работал над этим вопросом. Под его наблюдением и редакцией были изданы: «Второе издание материалов редакционных комиссий» (6 томов, 1859—1860 гг.) и «Материалы по вопросу об обеспечении продовольствия в России» (3 части, 1860—1861 гг.).
С объявлением 19 февраля 1861 года Манифеста об отмене крепостного права, по инициативе Н. А. Милютина, было предпринято ежемесячное издание «Летописи сельского благоустройства», редактирование которого было поручено Александру Артемьеву. Он участвовал также в редакции «Журнала министерства внутренних дел» и, с 1857 по 1862 год, почти в каждом номере его помещал библиографические разборы статистических изданий и многие другие статьи.
После закрытия этого журнала (1 января 1862 года), в «Северной почте» и «Правительственном вестнике» поместил довольно обширные статьи: «Подворная перепись населения города Перми», «Фабрично-заводская промышленность, ремесленность и ярмарки Варшавской губернии» и «Обозрение сметы доходов и расходов города Варшавы за 1868 год». Из частных изданий, по переселении на службу в Петербург, Артемьев издавался в «Русском вестнике», где поместил обширную статью «О народных переписях» (1857 г., X), написанная по поводу предполагавшейся в 1858 году десятой ревизии; затем, в газете «Русский дневник» (издание П. И. Мельникова), 1859 году, и в энциклопедических словарях Березина и общества учёных и литераторов, под ред. Краевского и Лаврова; в том и другом он взял на себя отдел географии, статистики и истории губерний, уездов и населённых пунктов Российской империи.
Александр Иванович Артемьев постоянно участвовал в комиссиях по присуждению премий за изданные археологические труды, и участвовал в устройстве археологических съездов. В «Известиях общества» помещено несколько его рецензий. Выбранный депутатом от центрального статистического комитета на первый археологический съезд в Москве в 1869 году и на второй — в Петербурге 1871 году, Артемьев принимал участие в предварительном обсуждении программ этих съездов и принадлежал к составу той учёной комиссии, которая была избрана Петербургским археологическим обществом для издания трудов второго съезда. В комиссии по устройству архивов, возникшей по инициативе второго съезда, Артемьев также явился членом, в качестве представителя от Министерства.
В географическом обществе он занимался редакцией некоторых томов «Записок» по отделам статистики и этнографии. В І-м томе «Записок» помещён труд священника Ф. В. Гиляровского «О рождении и смертности детей в Новгородской губернии». По отзыву секретаря отделения статистики в 1867 год (См. Отчёт географического общества за этот год, стр. 80—81), в труде этом, благодаря лишь коренной переработке Артемьева, все приведено в стройное целое в чисто научном смысле. Во II томе помещена составленная им дополнительная статья к исследованию В. А. Попова «О движении населения в Вологодской губернии» и некролог А. Ф. Попова.
Будучи постоянным членом комиссий, ежегодно избираемых отделениями общества для присуждения медалей, он написал, рецензии на сочинения: Лаптева — «Материалы для географии и статистики Казанской губернии», М. Ф. Кривошапкина — «Енисейский округ и его жизнь» и общий обзор научных трудов знаменитого синолога — В. П. Васильева, при присуждении ему Константиновской медали.
К 25-летнему юбилею деятельности общества А. И. Артемьев написал «Обозрение трудов Императорского Русского Географического Общества по исторической географии».
Заслуги Артемьева перед географическим обществом были почтены присуждением ему малой золотой медали и указали ему место в совете общества где он состоял до самой кончины.
В 1867—1868 годах сопровождал Великого Князя Алексея Александровича в путешествии по Европейской России и Кавказскому краю и в плавании по Чёрному и Средиземному морям. В первую поездку, на пути с Афона, путешественникам пришлось выдержать сильный шторм, во время которой Артемьев, подымаясь из каюты на палубу корабля, сильно ударился грудью. Хотя крепкое сложение и вынесло этот удар без видимого повреждения в организме, тем не менее, у него в груди начала развиваться карцинома, приведший его к преждевременной кончине.
При издании сборника «Древняя и Новая Россия», к которому он отнесся с большим интересом, Артемьев обещал написать для первых его книжек две статьи: «Исторический очерк города Твери» и «Историко-этнографический очерк Мордвы». Он собрал все необходимые для этого материалы, но прогрессирующая болезнь лишила его возможности приступить к работе.
Александр Иванович Артемьев скончался в городе Санкт-Петербурге 29 сентября 1874 года.
Перечень статей и исследований Артемьева, подписанных его именем, приведён в словаре Венгерова (ст. проф. Д. Корсакова). Список этот далеко не полон, так как Артемьев очень много помещал статей, этнографических и исторических материалов без подписи.